# خراب مرقية
مرقية أو خراب مرقية هي مدينة في الشام، لعبَت دورًا مهمًّا في الحملات الصليبية تاليًا، وكان بها قلعة مهمة، تقع بين طرطوس وبانياس.

## التاريخ
بعد الفتح الإسلامي لبلاد الشام، أُعمرَت المدن الساحلية وحُصنَت بما في ذلك خراب مرقية. في عام 675/676، هاجم أسطول بيزنطي المدينة، مما أدى إلى مقتل حاكم حمص.
في عام 968، قام الإمبراطور البيزنطي نقفور الثاني فوكاس بتدمير المنطقة بما في ذلك مرقية وسقوط المنطقة بيد الروم البيزنطيين. وفي عام 1030، تمكن نيكيتاس المستيائي، ابن أنطاكية، من إجبار تحالف من القبائل العربية والفاطميين بقيادة نصر بن مشرف الروادفي، قاضي طرابلس والقائد الفاطمي المحلي، على الانسحاب من حصار مرقية، حيث لم يستطيعوا استعادة المنطقة.
خلال منتصف القرن الثالث عشر، كانت ملكية القلعة موضع نزاع بين إمارة أنطاكية والفرسان الإسبتاريين. في عام 1271، اضطر المماليك لمهاجمة المدينة لتدمير الحصون الصليبية. يُسجل أن سيدها، أحد أتباع بوهيموند السادس، واسمه بارتيليمي دي ماراكلي، قد فر من الهجوم المملوكي، ولجأ إلى بلاط أباقا المغولي الذي كان قد احتل بلاد فارس وسيطر عليها، حيث حث المغول على التدخل في الأرض المقدسة.
وفي عام 1285، أجبر قلاوون بوهيموند السابع ليدمر آخر التحصينات في المنطقة، حيث كان بارتيليمي متحصنًا، وهو برج مربع شُيد على مسافة ما من الشاطئ. وقال قلاوون إنه سيحاصر طرابلس إذا لم يُفكك حصن مرقية، وهي خطوة عدها المؤرخون رؤية تاريخية لإزالة الصليبيين من المشرق.